# TCG Iskenderun
La TCG Iskenderun è una nave trasporto truppe della Türk Deniz Kuvvetleri.

## Servizio
Varata il 6 giugno 1987 nel cantiere navale Turkiye Gemi Sanayii A.S. di Smirne con il nome di Iskenderun e consegnata nell'agosto del 1991 alla Turkish Maritime Lines, prende servizio il 5 agosto nei collegamenti tra Izmir, Cesme, Brindisi e Venezia, aggiungendosi alle gemelle Samsun e Ankara.
Nel 1999 viene impiegata per ospitare gli sfollati del terremoto di Gölcük del 17 agosto.
Il 18 gennaio 2002 vienecedutoa gratuitamente alla Türk Deniz Kuvvetleri, alla quale vieneconsegnata il 25 luglio, al termine di un ciclo di lavori di trasformazione da traghetto a nave trasporto truppe, durante i quali viene aggiunto un'eliporto poppiero.
Nel luglio del 2006, durante la guerra in Libano, trasferisce 1200 cittadini turchi in Turchia sotto la scorta delle navi da guerra TCG Gelibolu e TCG Bartin.
Dal 21 al 26 febbraio 2011 viene impiegata nell'evacuazione degli sfollati della guerra civile libica da Bengasi a Mersin e Marmaris.
Il 6 febbraio 2023, l'allora ministro della difesa turco Hulusi Akar, annuncia l'impiego dell'unità per trasferire i feriti del terremoto di Kahramanmaraş da Iskenderun agli ospedali di Mersin.

## Navi gemelle
- Dalmatia (ex Pomerania)
- Pîrî Reis Üniversitesi (ex Ankara)
- Galaxy
- Samsun